# Castro de A Torre
El Castro de A Torre, Castro de Sobredo o Torre do Castro es un antiguo castro ubicado en el lugar de Sobredo, en el municipio de Folgoso de Caurel, en la provincia de Lugo (Galicia). Se encuentra al norte de Sobredo, camino de Ferrería Vella.
Es un Bien de Interés Cultural (BIC) catalogado.

## Morfología
El castro está localizado en la ladera del monte de A Golada orientado hacia el sureste, mirando hacia el valle del río Lor. Es un castro fortificado con 16 viviendas en su interior, en bancales. El castro está dentro de un foso defensivo de 120 metros de largo, de 5 a 20 metros de ancho y con una profundidad de hasta 17 metros.
En su cabecera, en dirección al noroeste, se encuentran los restos de una torre. Esta torre le da nombre al castro.

## Arqueología
El castro es de la Edad de hierro y se encuentra en buen estado de conservación. Las zonas más alteradas se deben a corrimientos en la pendiente del monte donde se ubica.

## Galería de imágenes

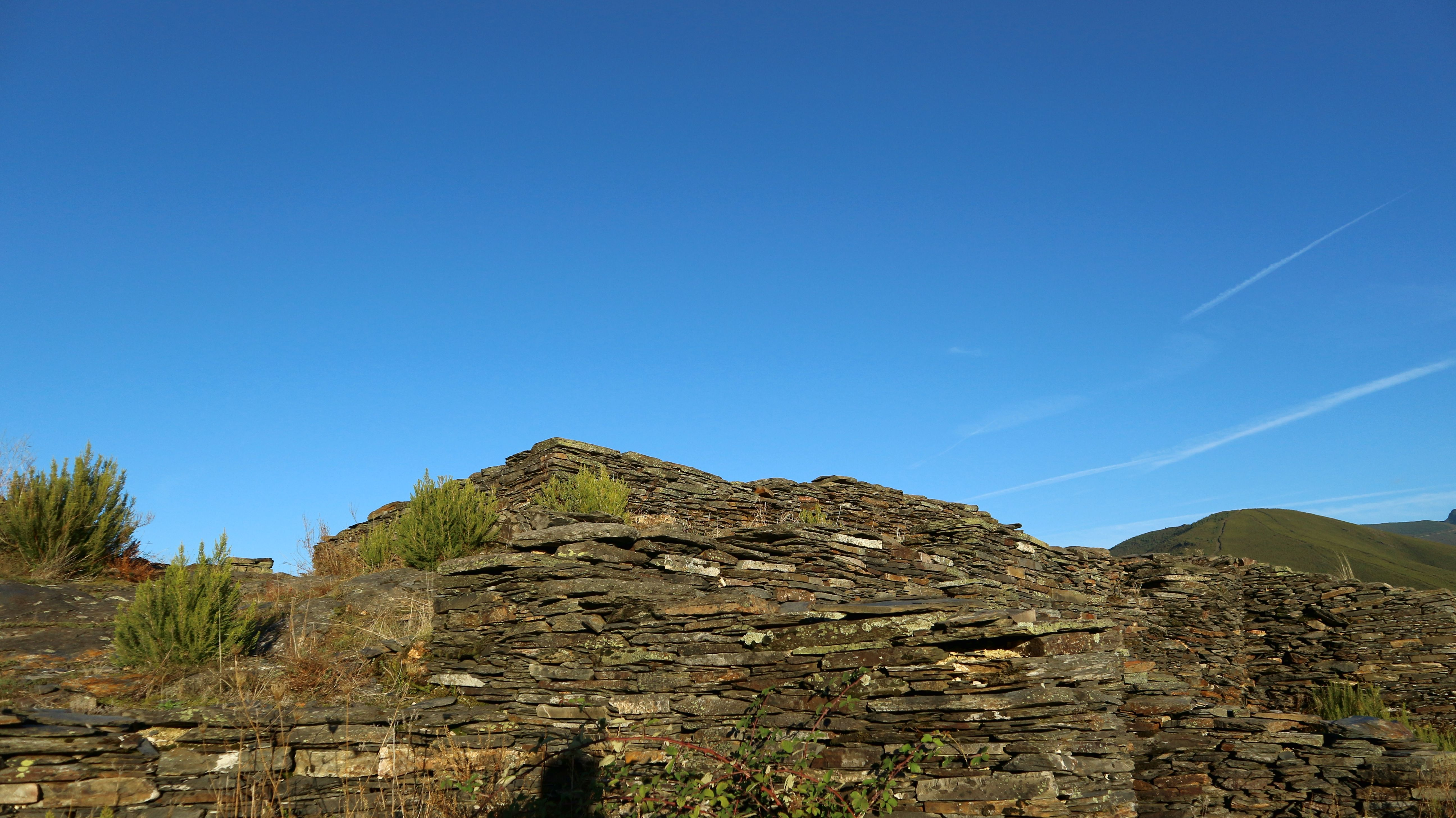
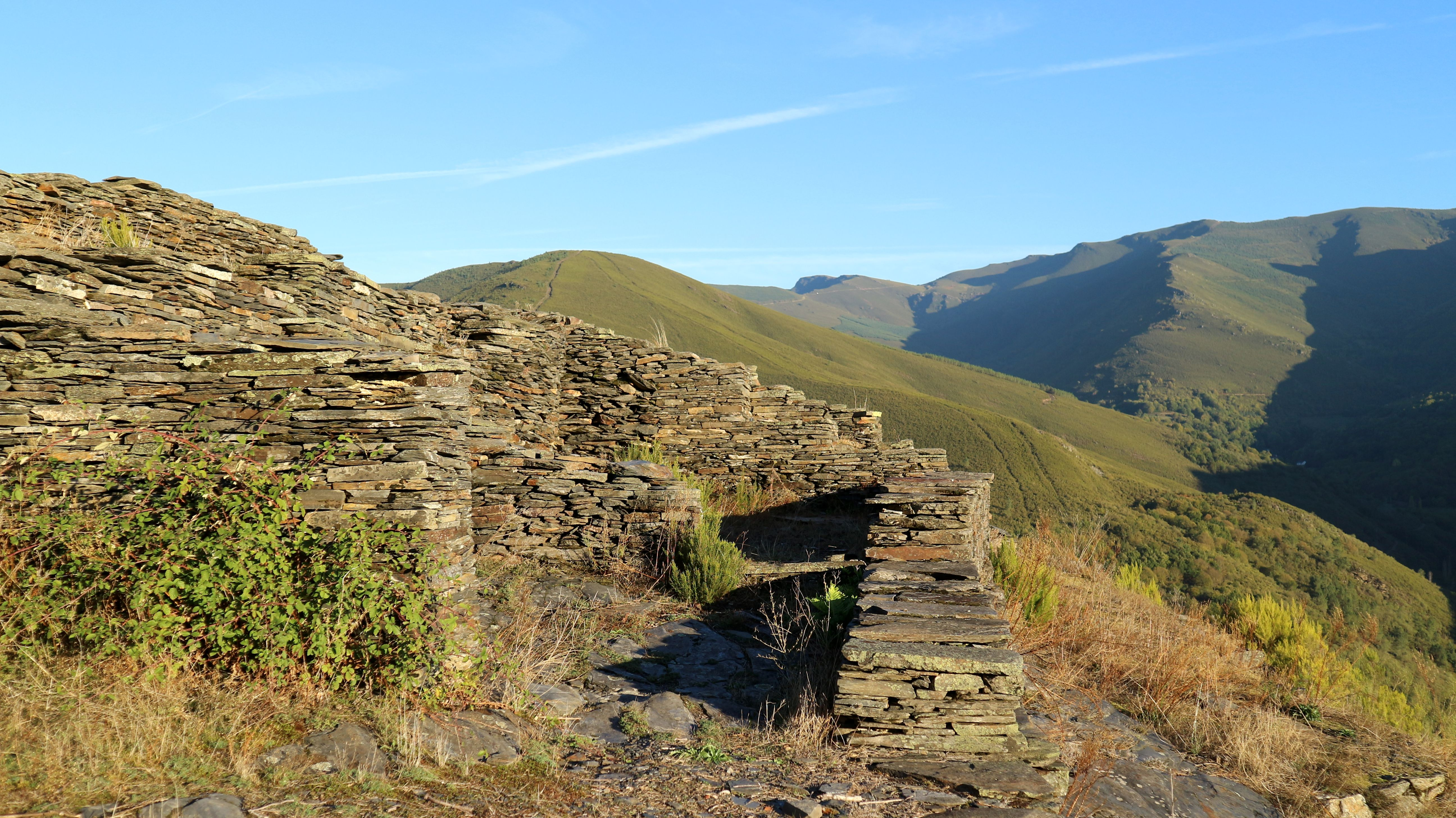
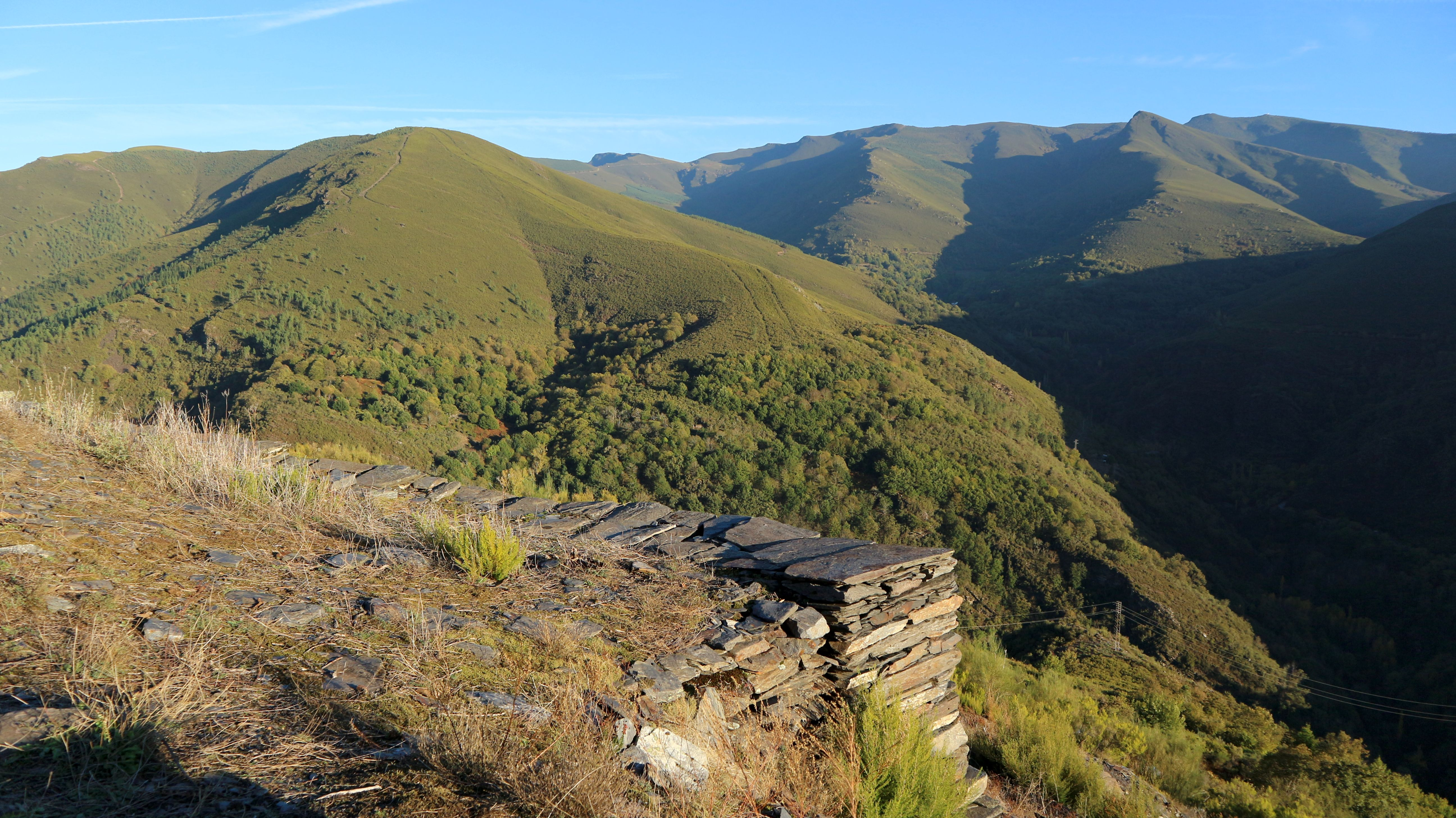
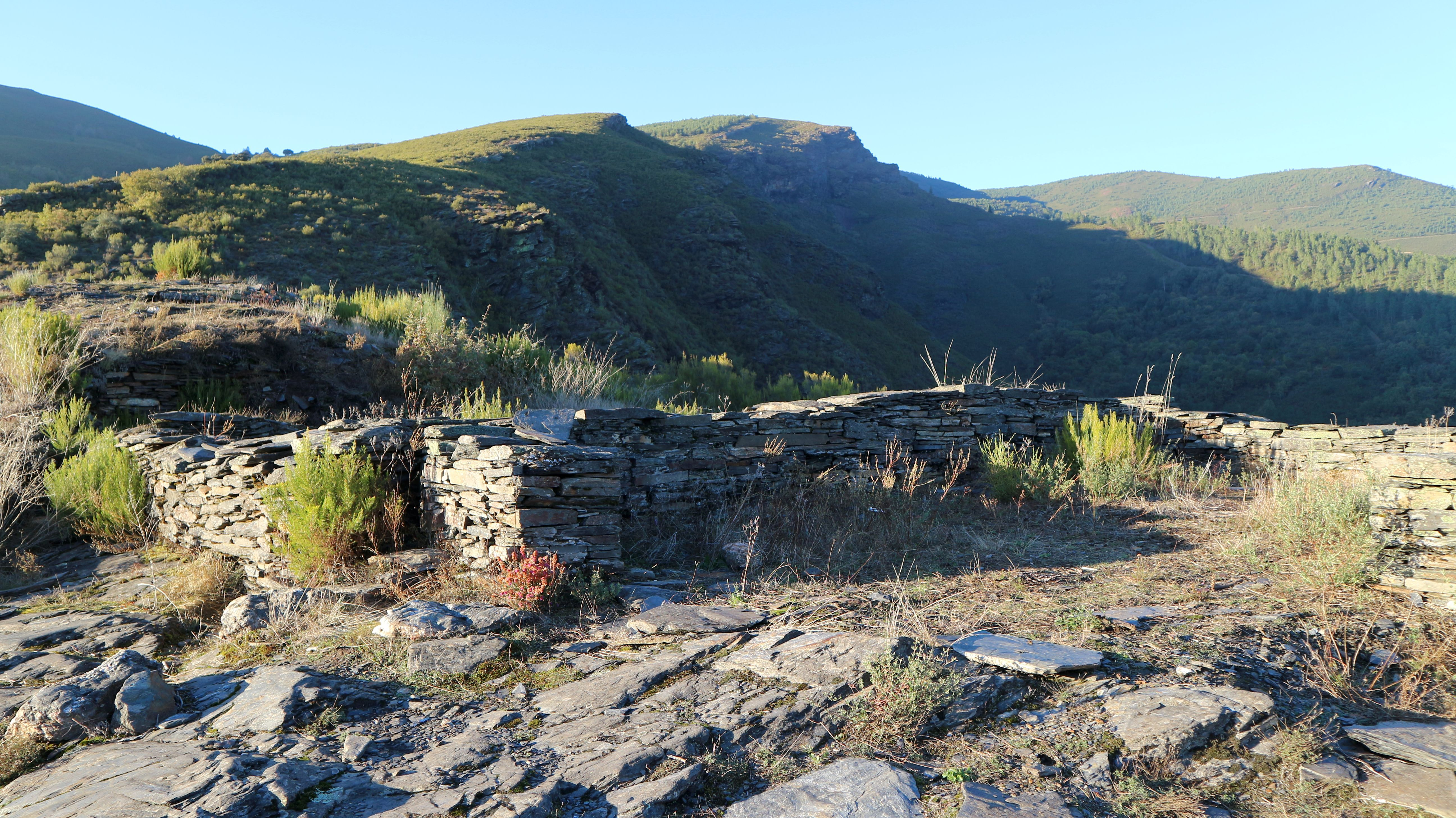
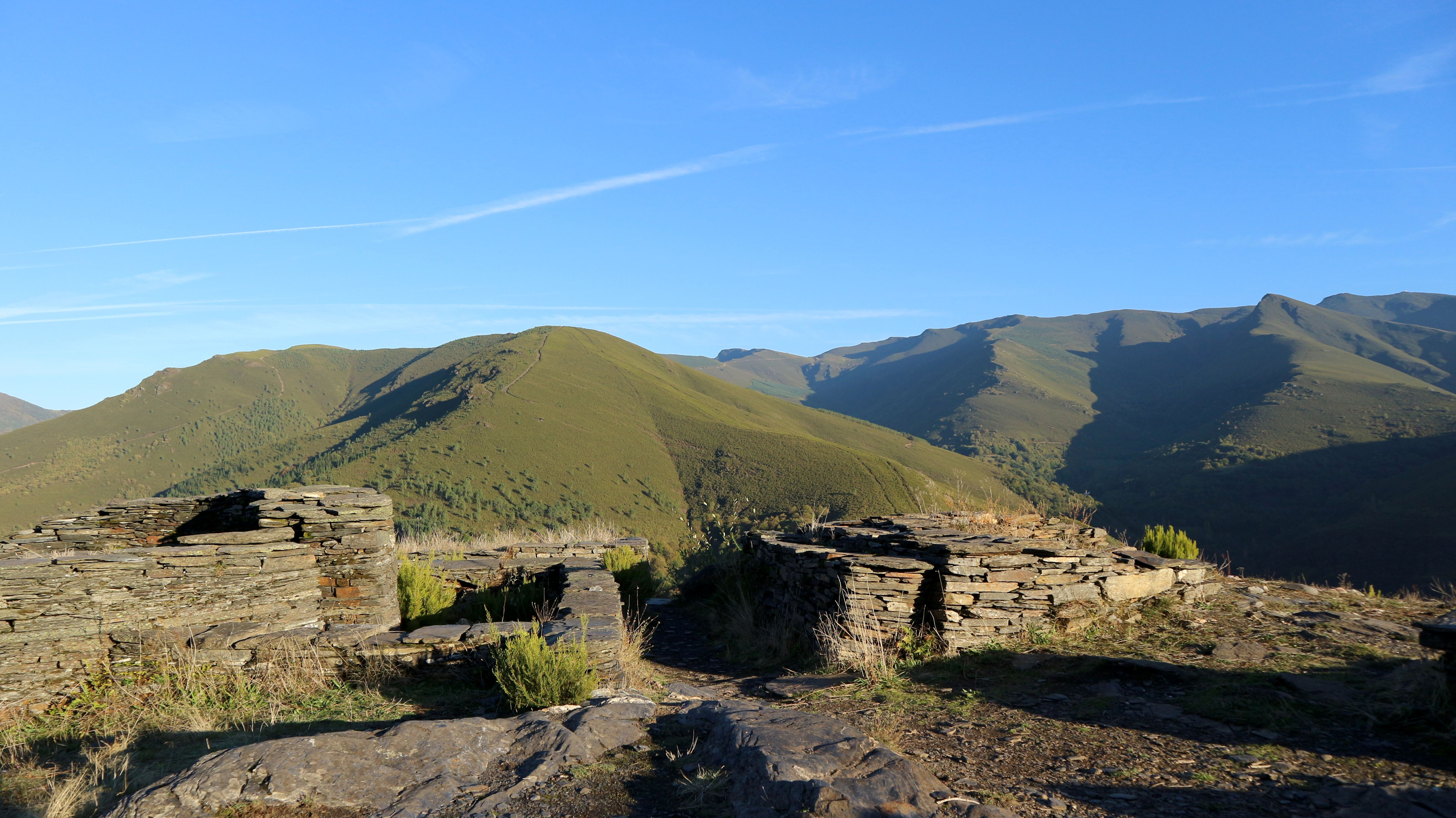